# Carlo Conti
Carlo Natale Marí Conti, a la televisió conegut simplement com a Carlo Conti (Florència, 13 de març de 1961), és un presentador de televisió italià.

## Trajectòria
Conti es va graduar en comptabilitat i entre els anys 1981-1986 fou treballador en un banc.

Havent assolit prou experiència a la ràdio com a presentador i discjòquei durant el 1985 a l'emissora Rai 1, amb la transmissió musical Discoring va debutar com a presentador de televisió. Posteriorment, l'èxit de la transmissió el va dur a uns altres programes com Aria fresca, Domenica In, cinc edicions de Miss Itàlia, L'eredità, I Migliori anni, Tale i Quale Show i Si può fare!, Festival de la cançó de Sanremo.
Com a curiositat, el 15 de juny de 2011 un asteroide va ser nomenat Carloconti 78535 en honor seu.

### Vida privada
Conti és un reconegut aficionat de la Fiorentina. Pel que fa a la seva vida privada, és conegut per ser molt reservat. L'any 2012 es va casar amb Francesca Vaccaro i durant el 2014 va néixer el seu primer fill Mateo.